# Parc Natural del Montgrí, les Illes Medes i el Baix Ter
El Parc Natural del Montgrí, les Illes Medes i el Baix Ter, algun cop abreujat PNMMBT, és un parc natural a cavall de les comarques de l'Alt Empordà i el Baix Empordà i ocupa 8.192,19 hectàrees, que protegeix tant zona terrestre com marina (2.037 ha). El 13 de maig de 2010 fou declarat parc natural amb l'aprovació de la Llei de Declaració del Parc Natural del Montgrí, les Illes Medes i el Baix Ter al Parlament de Catalunya. El parc natural inclou dues reserves naturals parcials, una de marina de les illes Medes i una de terrestre al Baix Ter; una reserva natural integral a la zona emergida de les illes Medes pel seu alt valor; una zona perifèrica de la reserva natural parcial marina, i un àmbit de protecció d'espais agraris.

## Antecedents
Ja fa molts anys que les illes Medes han estat objecte de coneixement per als científics que estudiaven els fons marins del litoral, però no va ser fins al començament del 1980 que l'Institut d'Estudis Catalans va encarregar un treball col·lectiu sobre els sistemes naturals de les illes Medes, que va suposar un gran impuls per consolidar les tasques de protecció per a la conservació del seu patrimoni natural i cultural. A finals del 1969, la Federació Espanyola d'Activitats Subaquàtiques va endegar un projecte per proposar la creació d'un parc submarí a les illes, però les primeres lleis de protecció no van arribar fins als anys vuitanta, quan la Generalitat de Catalunya va publicar l'Ordre de 25 de novembre de 1983, per la qual es prohibia la pesca i extracció de recursos marins vius al litoral de les illes Medes. Aquesta protecció va ser ampliada amb la Llei 19/1990, de 10 de desembre, de conservació de la fauna i flora del fons marí de les illes Medes, l'aplicació de la qual ha comportat que, actualment, l'Àrea Protegida de les Illes Medes s'hagi convertit en una de les més importants de la Mediterrània.
No és fins a l'aprovació del Pla d'espais d'interès natural l'any 1992 que es fa efectiva la protecció del Montgrí, la part emergida de les illes Medes i també una part dels aiguamolls del Baix Empordà. És amb aquest instrument legal que s'estableix com a flora estrictament protegida a les illes Medes la cariofil·làcia Silene cerastoides, les plumbaginàcies Armeria ruscinonensis i del gènere Limonium; la malvàcia Lavatera arborea; i les compostes Astragalus massiliensis i Senecio bicolor. Als aiguamolls del Baix Empordà també rep aquesta consideració la falguera Salvinia natans. Pel que fa a la fauna també resten protegides les espècies d'insectes Orthotylus salsolae i Parmena solieri. En data de 10 de gener de l'any 2000 el Govern de la Generalitat va adoptar l'acord pel qual s'aprova definitivament el Pla especial de delimitació definitiva de l'espai del PEIN del Montgrí. El mes de desembre del 2001, la reunió de les parts contractants del Conveni de Barcelona subscrit a Mònaco va aprovar incloure els fons marins de les illes Medes a la llista inicial de les zones especialment protegides d'importància per al Mediterrani (ZEPIM), per l'existència d'espècies singulars amb elevat valor ecològic, tant animals com vegetals.
Amb el Decret 222/2008 el Govern aprovava el Pla rector d'ús i gestió (PRUG) de l'Àrea Protegida de les Illes Medes, desenvolupat a l'empara de la llei 19/1990.
L'Acord de Govern de setembre del 2006, pel qual es designen (zones d'especial protecció per a les aus (ZEPA) i s'aprova la proposta de llocs d'importància comunitària (LIC), que configura la xarxa Natura 2000 a Catalunya, unifica els tres espais del PEIN del Montgrí, les illes Medes i el Baix Ter en un de sol, ampliant diversos espais com l'àmbit marí del Montgrí, la zona del Bol Roig a l'Escala, el riu Ter i la zona de les antigues instal·lacions de Ràdio Liberty a Pals.

## Creació del parc natural
Els tràmits endegats pel Parlament de Catalunya a través de la Comissió de Medi Ambient i Habitatge per a la creació del parc natural s'iniciaren a principis del 2010 i comptaren amb la compareixença dels alcaldes dels municipis implicats, de representants dels sectors econòmics locals i d'entitats naturalistes (Associació de Naturalistes de Girona, Institució Alt Empordanesa per a l'Estudi i Defensa de la Natura, Fòrum de l'Escala i Grup de Defensa del Patrimoni del Baix Empordà) i d'un grup de recerca universitari.
Poques setmanes després de l'inici dels treballs parlamentaris alguns sectors econòmics, veient una possible amenaça als seus interessos i processos, es varen agrupar per tal d'oposar-se a certes limitacions que podrien ocasionar la seva creació.
Amb tot el Parc Natural del Montgrí, les Illes Medes i el Baix Ter s'aprovà en sessió parlamentària del 13 de juny aprovant la Llei 15/2010 amb els vots a favor del PSC, ERC i ICV-EUiA (70), els vots en contra de CiU i PP (59) i l'abstenció de Ciutadans-Partit de la Ciutadania (3). La llei fou publicada al DOGC el 21 de maig de 2010, amb l'objectiu principal d'unificar la normativa de protecció dels tres espais que conformen el parc natural (Massís del Montgrí, les Illes Medes i el Baix Ter).
La llei declarà com a Parc Natural les Illes Medes, el massís del Montgrí i el seu entorn marí així com el litoral del Baix Ter. Comprèn part dels termes municipals de: Torroella de Montgrí, Pals, Bellcaire d'Empordà, Palau-sator, Ullà, Fontanilles i Gualta, a la comarca del Baix Empordà, i l'Escala a la comarca de l'Alt Empordà. La llei declara com a reserva natural parcial l'àmbit marí a l'entorn de les illes Medes donant lloc a la Reserva Natural Parcial marina de les illes Medes i també les llacunes i els aiguamolls dels sectors de Ter Vell, la Pletera, la Bassa del Fra Ramon i les Basses d'en Coll i els seus sistemes litorals associats que en el seu conjunt originen la Reserva Natural Parcial dels Aiguamolls del Baix Ter. La superfície emergida de les Illes Medes es declara Reserva Natural Integral.
Tres anys anys després de l'aprovació de la llei de creació del parc es constituïa la seva junta rectora que ha de desenvolupar el funcionament reglamentari d'aquest parc. La junta la formen una quarantena de membres incloent una vintena d'entitats, vuit representants municipals (un per cadascun dels municipis que inclouen porcions del parc), dotze representants d'altres administracions que tenen la voluntat de nomenar la comissió permanent de caràcter executiu.
L'any 17, al cap de set anys des de l'aprovació de la llei que creava el parc, el Govern d'Espanya va revisar el PRUG relatiu a l'Àrea Protegida de les illes Medes amb una vigència transitòria fins a l'aprovació del PRUG del PNMMBT que la Llei 15/2010 obligava a elaborar-se a un màxim de dos anys des de la seva publicació al DOGC.

## Patrimoni natural i cultural

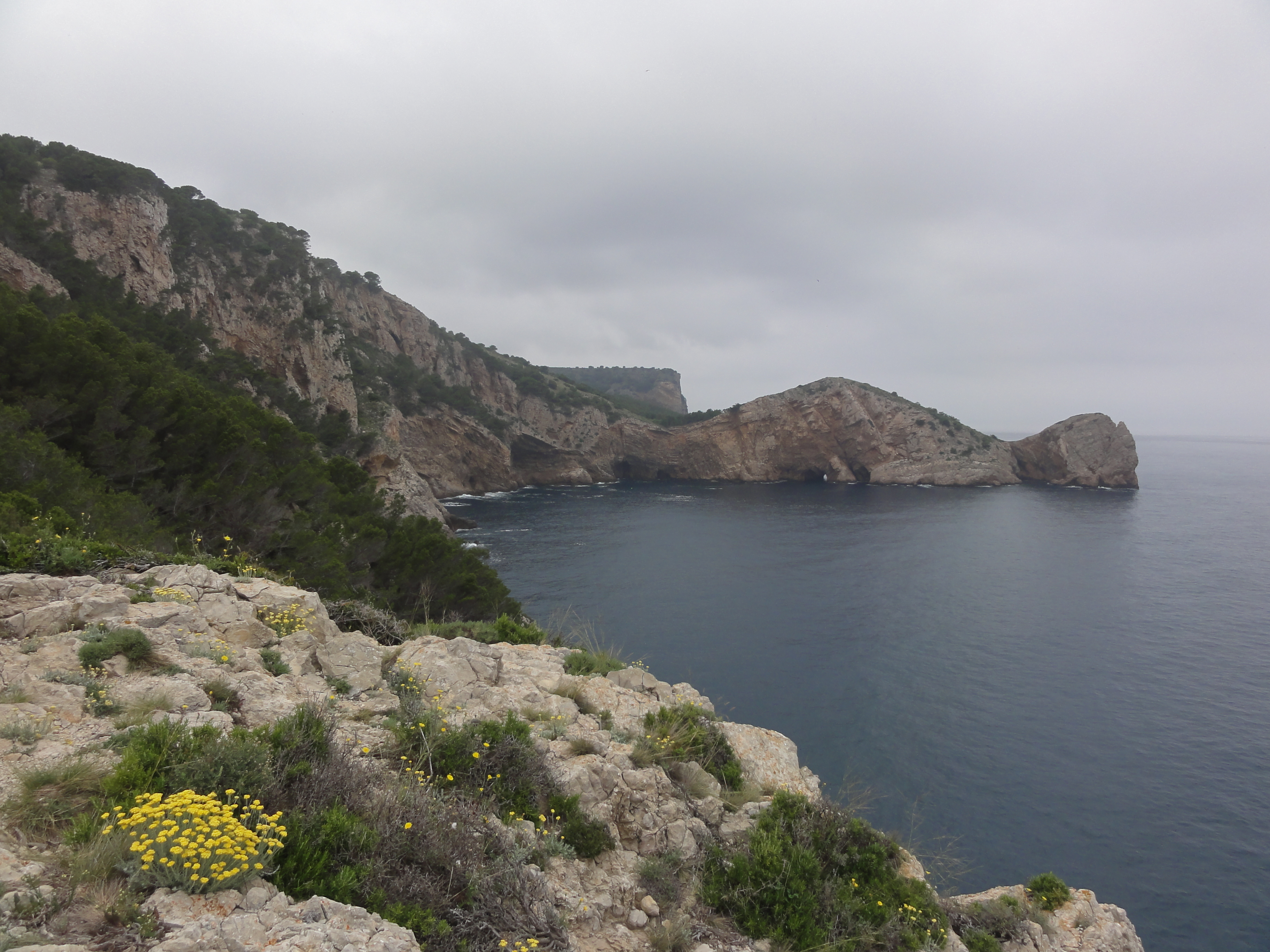
Vista des del sud del Cap Castell mostrant l'abrupta costa del Massís del Montgrí.

La presència d'un paisatge singular, configurat per un litoral amb penya-segats, cales i platges que s'endinsen en uns fons marins d'indubtable valor ecològic, un massís muntanyós que s'alça entre les planes al·luvials del Baix i l'Alt Empordà i els aiguamolls que forma el riu Ter quan desemboca a la badia de Pals, fan del Parc Natural del Montgrí, les Illes Medes i el Baix Ter un indret únic a Catalunya. Si a tot això afegim les nombroses empremtes que ha deixat l'home al llarg de la seva història, es completa un patrimoni digne d'estudi, conservació i divulgació perquè les nostres generacions futures puguin heretar-lo, tal com el vam heretar nosaltres.

### Paisatge
Resulta pràcticament impossible escriure sobre el paisatge d'aquests espais sense fer referència explícita al seu context empordanès. La petita comarca del Baix Empordà, l'Empordanet que Josep Pla descrivia en l'obra El meu país, conté com a referent obligat el massís del Montgrí, imponent imatge que recorda la figura d'un bisbe adormit i estirat que amb la punta dels dits dels peus sembla voler comprovar la temperatura de les aigües de la Mediterrània. Pla va qualificar el castell del Montgrí com el «botó de la roda de l'Empordà» i la «flor de pedra del país» i va escriure lloances dedicades al castell a l'obra De l'Empordanet a Perpinyà: «Els empordanesos, sigui quin sigui el nostre lloc de residència, tenim el castell del Montgrí davant els ulls tota la vida. Només hem d'obrir una finestra o fer quatre passes perquè se'ns aparegui. I el curiós és que com més el mirem més ens agrada. No ens cansem mai de mirar-lo. I quan som fora del país el portem en la nostra memòria més íntima, personal i callada». Aquest petit territori engloba una bona representació de gairebé tots els paisatges mediterranis més preuats des dels fons submarins a les cales i de les cales als cims perfumats amb l'olor de la farigola i el romaní.
El valor paisatgístic d'aquesta zona es caracteritza principalment per la seva gran heterogeneïtat, per la seva singularitat i pel conjunt de factors geològics, meteorològics i humans, que han anat donant forma al seu medi físic i natural amb comunitats vegetals i animals característiques.
L'Espai d'Interès Natural del Montgrí configura una unitat de relleu singular dominada per un altiplà amb petites elevacions, situada entre la plana baixa del Ter i el golf de Roses. Els cims més alts són els situats al sud-oest, principalment, el Montplà (310 m), la Muntanya d'Ullà (307 m) i el Montgrí (303 m). La franja litoral s'estén al llarg de gairebé 10 km entre el Cap de la Barra i Cala Montgó, i és l'únic exemple a Catalunya de penya-segats excepcionals de gairebé 100 m d'alçada i d'origen calcari. La geomorfologia de la costa és molt diversa, i origina diferents accidents com caps, cales, golfets, illots, arcades o coves, que en conjunt constitueixen un paisatge d'excepcional bellesa, que ha estat modelat sobretot per l'acció del mar. Un altre factor paisatgístic particular és l'existència d'una duna continental a la banda est del massís, formada principalment per l'acció dels vents de tramuntana que han portat gran quantitat de sorres des de l'Alt Empordà al llarg dels anys.
El petit arxipèlag de les Medes, de 21,5 ha de superfície, està format per set illots i algun escull, i constitueix un paisatge de gran bellesa únic a Catalunya, a causa de la gran quantitat d'ambients i espècies que s'hi troben. El que determina el valor excepcional de les Medes a la Mediterrània és el seu medi marí, on trobem paisatges d'indubtable valor com parets verticals amb comunitats de coral·ligen, praderies de posidònia, fons poc profunds dominats per algues i les coves i túnels excavats al llarg dels anys pels fenòmens naturals. Les illes presenten una dissimetria molt acusada entre els extrems est i oest. Mentre que al vessant oriental trobem penya-segats tallats en vertical que s'endinsen d'igual manera als fons marins fins a uns 50 m de fondària, l'occidental té pendents més suaus, que faciliten una accessibilitat més còmoda a l'illa.

### Hàbitats

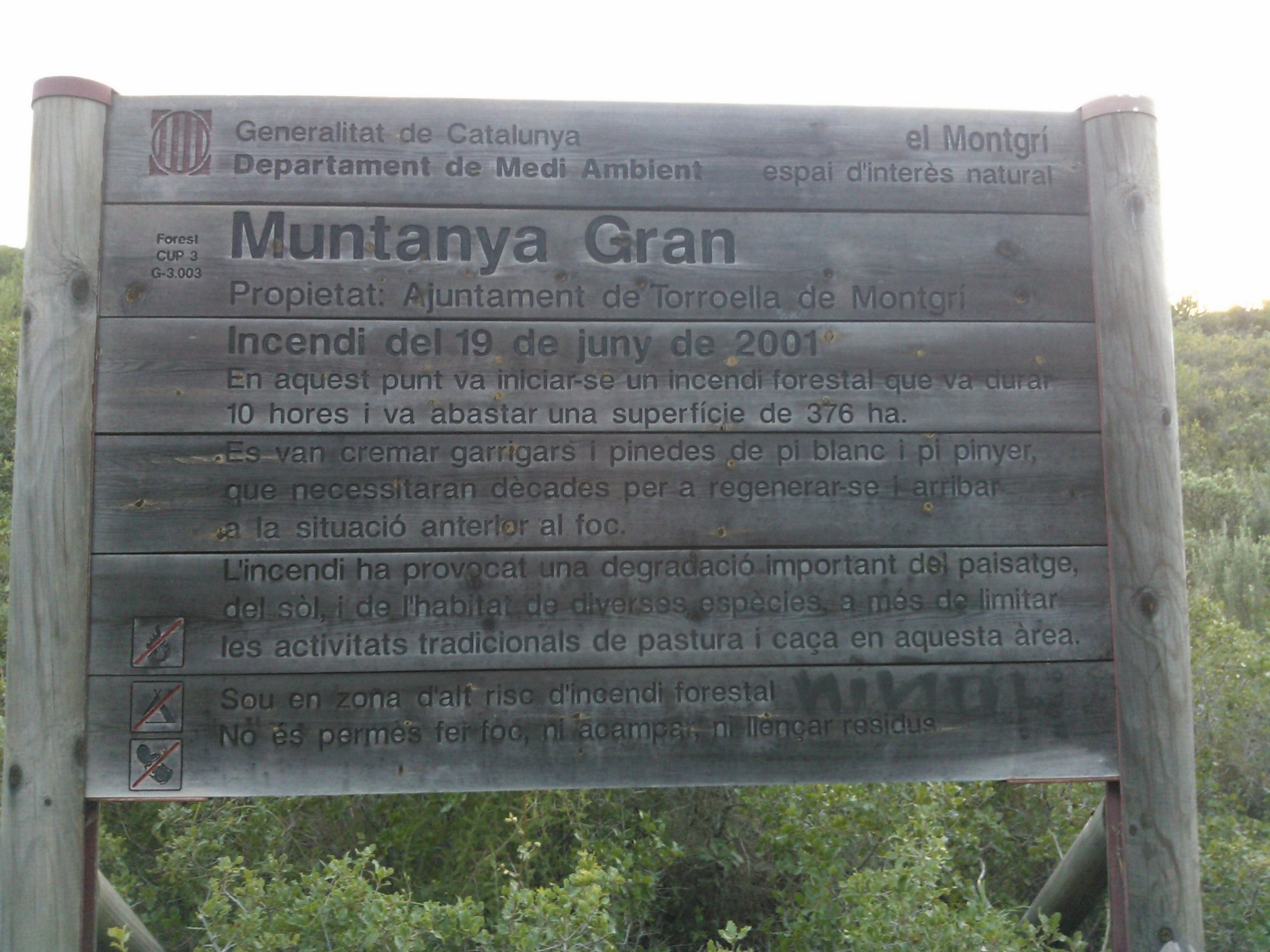
Cartell informatiu al Parc d'un foc de l'any 2001

Segons la llista dels hàbitats presents a Catalunya (LHC), les illes Medes i el massís del Montgrí acullen un total de 25 hàbitats diferents, dels quals 11 tenen interès comunitari i d'aquests, 3 són prioritaris. Un estudi del 2016 més precís, endegat per part del mateix parc, definí una cartografia de la vegetació emergida de l'àmbit del mateix; definint 109 hàbitats CORINE i 26 hàbitats d'interès comunitari representant pràcticament un terç del territori del parc, entre aquests 26, 4 dels quals són considerats prioritaris (415,44 Ha) representant les llacunes litorals i ambients litorals i marítims.
Les illes Medes presenten uns hàbitats terrestres modelats per les condicions climatològiques amb presència fonamentalment de vegetació halòfila (adaptada a la sal) i sense un estrat arbori dens. La superfície majoritària de les illes és recoberta d'un extens matollar i formacions herbàcies de sòls salins o guixencs. La garriga també hi és present, i el llentiscle i l'ullastre són els representants de l'escàs estrat arbori, aquest darrer d'importància cabdal, ja que ofereix refugi a la colònia d'ardeids nidificant a les illes. La presència d'una colònia extensa de gavians ha provocat la transformació de la vegetació existent en molts indrets cap a una vegetació de caràcter més ruderal. Una altra problemàtica és la que causen les espècies foranes que troben a les illes un medi adient on desenvolupar-se. Els penya-segats, la seva costa rocosa i els illots i farallons ofereixen a aquest espai la singularitat d'un paisatge únic a Catalunya.
La garriga de coscoll domina àmpliament la superfície recoberta al massís, seguida de les pinedes de pi blanc amb sotabosc de màquies o garrigues. Cal destacar també per la seva rellevància les dunes interiors plantades de pins i els prats secs de terra baixa. Els boscos esclerofil·les d'alzina hi tenen una representació mínima. Els conreus llenyosos de secà, principalment d'olivera, mantenen una representació important en el conjunt del massís i sobretot en els seus vessants afeixats. També hi són presents les pastures i els conreus herbacis extensius de secà. Els cingles i penyals calcaris de les contrades mediterrànies càlides constitueixen, a més, un element configurador del paisatge. Els ambients litorals i salins són representats al llarg de tota la costa del massís entre els nuclis de l'Estartit i l'Escala.
Pel que fa a la gran diversitat d'hàbitats marins que trobem als fons de les Illes Medes, en gran part es deu a diversos factors que fan que hi hagi una elevada productivitat a la zona. Entre els factors més importants, es troba l'aportació de matèria orgànica del riu Ter, la influència de vents i corrents del nord que afavoreixen la pujada d'aigües de fondària riques en nutrients i la diversa composició dels fons marins, que provoca l'existència de diferents hàbitats adaptats a cada un d'ells.
Entre els hàbitats marins més representatius de les illes trobem:
- La cornisa de trottoir: formada per una alga calcària (Lithophyllum tortuosum), que creix a nivell de la superfície a les zones batudes. A les Medes, ocupa un 75% del perímetre i creix en forma de petits nòduls i amb taxes ràpides de creixement. La seva importància recau en la gran quantitat d'algues i petits animals (cucs, mol·luscs i crustacis) que s'allotgen al seu interior, als túnels i cavitats que s'hi formen durant el seu creixement. Aquest conjunt fa d'aquest hàbitat un punt d'aliment per a gavians i una diversa varietat de peixos.

- Les algues ben il·luminades: el paisatge submarí de les roques someres i ben il·luminades es caracteritza per la presència d'una densa cobertura d'algues de més d'un centenar d'espècies de frondes arborescents i variats colors verds, vermells i ocres. Com a productor primari, aquest hàbitat té una importància vital a la xarxa tròfica del litoral.

- Les algues de penombra: recobreixen els fons a partir dels 10 m de fondària, i estan formades per espècies d'algues verdes i vermelles, adaptades a la manca de llum. Hi ha una gran varietat d'animals lligats a aquest hàbitat, com ara crustacis, poliquets, peixos, etc.

- L'herbei de posidònia: les fanerògames marines, sobretot Posidonia oceanica, espècie endèmica del Mediterrani, forma un hàbitat d'interès comunitari inclòs a l'annex I de la Directiva 97/62/UE. Un gran nombre d'animals troben refugi i aliment entre les seves fulles. L'herbei de posidònia situat a l'oest de la Meda Gran i de la Meda Petita és un dels millors conservats de tota la costa catalana, ja que des del moment d'aplicació de la llei s'hi va prohibir l'ancoratge i es van col·locar boies amb un sistema de fixació ecològic per tal d'evitar l'impacte sobre aquest hàbitat.

- El coral·ligen: a partir dels 15 a 20 m de fondària es desenvolupa un hàbitat ben representat a les illes, el coral·ligen. Es caracteritza per la presència d'espècies amb taxes de creixement molt baixes, com les gorgònies vermelles (Paramuricea clavata) i el corall vermell (Corallium rubrum), molt sensibles a l'impacte humà, però que alhora donen un valor paisatgístic únic als fons profunds del Mediterrani.

- Les coves submarines: creades durant el pas dels anys per l'erosió de les aigües, els túnels i galeries a les Medes augmenten encara més el seu atractiu subaquàtic. La manca de llum a les coves impedeix el creixement de la vida vegetal, i s'hi troben comunitats d'esponges, crustacis i peixos típics d'aquests hàbitats. Als túnels, en canvi, les parets mantenen una rica fauna, gràcies a la circulació d'aigua.

### Flora i vegetació
Les dures condicions climatològiques degudes al vent, a la salinitat i a les dejeccions dels ocells marins condicionen fortament la vegetació de les illes. També la geologia, els penya-segats alts i escarpats sotmesos a l'acció continuada dels fenòmens meteorològics, formen un conjunt de factors que obliguen a l'adaptació de la vegetació.
Les àrees d'especial interès florístic de les illes Medes destaquen per hostatjar tot un conjunt de comunitats d'herbes nitròfiles, adaptades a la gran quantitat de matèria orgànica que aporten les dejeccions de les colònies d'ocells marins nidificants. El seu interès rau en l'origen natural d'aquestes comunitats, fora de la intervenció humana.
Les comunitats pròpies dels penya-segats i els llocs abruptes dominades per la malva major troben a les illes l'únic lloc de Catalunya on ocupen l'hàbitat que els és propi, amb caràcter espontani. També cal destacar les restes de màquies litorals, dominades a les illes per l'ullastrar.
Les particularitats florístiques del Montgrí venen donades per la mateixa singularitat del relleu, la morfologia càrstica, el sòl magre i pedregós i el clima marcadament mediterrani. S'hi distingeixen com a ambients naturals els boscos, i és d'interès molt remarcable la duna continental fixada al començament del segle xx, les formacions arbustives, els conreus, els rocams interiors i els penya-segats litorals.
Les formacions arbustives de garriga ocupen la major part de la seva superfície. Actualment una bona part del massís està recobert de masses arbrades. La pineda de pi blanc amb sotabosc de garriga en constitueix la unitat majoritària i, en canvi, la distribució de l'alzinar és molt escassa.
El massís constitueix un espai amb singularitats i rareses florístiques molt destacables. Per la seva singularitat florística destaquen dos grans grups: els briòfits o molses i les plantes vasculars. La duna continental acull determinats tàxons de briòfits propis de la muntanya mitjana i molt rars en un context mediterrani. El 2018 s'hi va descobrir Psathyrella montgriensis, un fong particularment adaptat a l'hàbitat arenós. Els penya-segats costaners ofereixen un hàbitat idoni en el qual es desenvolupen plantes interessants i molt rares, alguna d'elles amb la seva única localitat a Catalunya. En els prats secs de la Muntanya Gran s'hi troben comunitats molt riques florísticament que augmenten sensiblement la biodiversitat del conjunt.

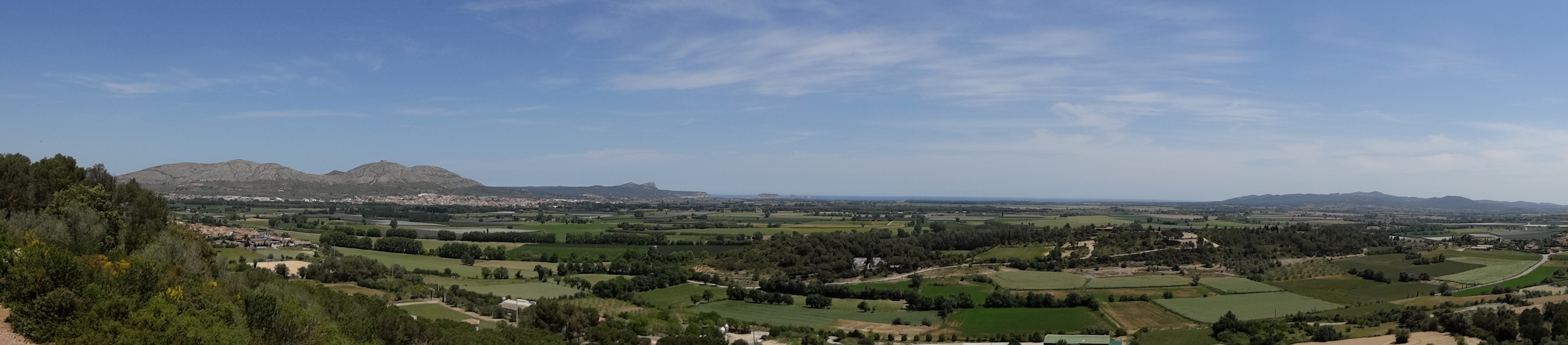
Panoràmica des del Puig de la Font Pasquala dels cims al sud del Massís del Montgrí i la plana del Baix Ter. A la dreta les Muntanyes de Begur.

### Fauna terrestre
Al Parc Natural del Montgrí, les Illes Medes i el Baix Ter els ocells formen un grup d'especial interès tant per les espècies protegides que hi troben refugi com per la seva diversitat. Entre el Montgrí i les illes Medes s'han comptabilitzat 189 tàxons, d'entre els quals destaquen les aus marines, alguns ocells rapinyaires, així com els ocells rupícoles, per la seva bona representació. A les franges litorals del massís i a les illes hi troben refugi diverses espècies de rapinyaires com el falcó pelegrí (Falco peregrinus), el xoriguer comú (Falco tinnunculus), el duc (Bubo bubo) i la gralla (Corvus monedula).
La gran extensió de garrigar del Montgrí ha propiciat durant molt temps un lloc de cria ideal per a l'esparver cendrós (Circus pygargus). L'àguila cuabarrada (Hieraaetus fasciatus) també hi troba una important àrea de cria. La fauna del massís destaca també per la presència d'alguns elements singulars com la població monoespecífica més nombrosa a Catalunya del ratpenat de cova (Miniopterus schreibersii).
El gavià de pota groga, Larus michaellis, és sens dubte l'au més abundant a les illes, on forma una colònia de les més nombroses de la Mediterrània. La colònia d'ardeids nidificants formada per esplugabous (Bubulcus ibis), martinet blanc (Egretta garzetta) i martinet de nit (Nycticorax nycticorax), també representa una de les més nombroses de Catalunya. La gran quantitat de coves i forats als pendents de la costa ofereixen un hàbitat idoni per a la cria de les parelles de corb marí emplomallat (Phalacrocorax aristotelis). La meitat de la població catalana d'aquesta espècie es troba en aquests penya-segats.

### Fauna submarina
La gran biodiversitat submarina que trobem a les illes Medes és en gran part deguda a la gestió i regulació de les activitats humanes i, d'una altra banda, als factors ambientals de la zona, idonis per a la generació de vida.
La gran diversitat de fauna submarina que es troba a les Medes forma un ecosistema complex, gràcies a l'heterogeneïtat del tipus de fons i d'ambients, que generen una gran varietat de nínxols ecològics que són ocupats per diferents espècies adaptades a aquests. La prohibició d'extracció de qualsevol tipus de recurs de la zona estrictament protegida ha fet que sigui habitual veure grans densitats d'espècies, majoritàriament de peixos, que són poc comunes a altres llocs. És per això que les illes s'han convertit en aturada obligada per als submarinistes de tot el món.Pel que fa als grups faunístics més característiques de les Medes, trobem:
- Peixos d'efecte reserva: la protecció de les illes ha fet augmentar fins a densitats importants algunes espècies de peixos que, pel seu valor comercial, són objectiu de la pesca professional i, sobretot, de la pesca esportiva, com ara el mero (Epinephelus marginatus), l'orada (Sparus aurata), el llobarro (Dicentrarchus labrax), el déntol (Dentex dentex), el sard imperial (Diplodus cervinus) o el corball (Sciaena umbra).

- Depredadors pelàgics: la gran densitat de fauna de la zona estrictament protegida atrau un gran nombre de depredadors pelàgics, com els espets (Sphyraena sphyraena), les milanes (Myliobatis aquila) o una varietat de túnids com l'escassa tonyina vermella (Thunnus thynnus).

- Comunitats de coral·ligen: el valor paisatgístic i ecològic del coral·ligen mediterrani està àmpliament representat als fons marins de les illes; les parets de gorgònies vermelles (Paramuricea clavata), les cavitats amb corall vermell (Corallium rubrum) i els mosaics d'esponges són un clar exemple de les espècies més representatives d'aquesta comunitat. Espècies protegides de mol·luscs: les nacres (Pinna nobilis) i el dàtil de mar (Lithophaga lithophaga) són espècies protegides que, a les Medes, es troben amb poblacions ben representades i conservades.

- Cetacis: les poblacions de dofí mular (Tursiops truncatus), de la zona nord de Catalunya, fan aparicions habituals per les Medes i la costa del Montgrí, possiblement atrets per la quantitat d'aliment que ofereixen les illes.

### Cultura i història
Al massís del Montgrí s'hi han documenta unes de les ocupacions humanes més antigues de Catalunya. La situació del massís i la seva naturalesa càrstica han permès conservar restes arqueològiques de gran rellevància que situen les primeres ocupacions humanes al Paleolític inferior, ara fa uns 300.000 anys, quan les coves oferien un refugi natural excel·lent a l'home caçador i recol·lector. El Cau del Duc de Torroella de Montgrí és la cavitat més gran habitable del massís, on conflueixen tota una sèrie de factors que la van fer apta per a l'ús com a campament base d'un ampli territori. La seva situació enlairada sobre la plana la dota tant de bones capacitats de control visual i auditiu de l'entorn com d'accés als recursos dels diferents ecosistemes. El Cau del Duc d'Ullà, més petit, va ser utilitzat per l'home sobretot per a la caça de la cabra i el cérvol.
Les restes d'aquestes ocupacions són custodiades actualment al Museu d'Arqueologia de Catalunya i al Museu de la Mediterrània de Torroella. La indústria del Cau del Duc és una de les més completes i homogènies del Paleolític inferior de Catalunya.
Les cavitats tornen a utilitzar-se ja en el Neolític final, però ara com a lloc d'enterrament. D'aquest moment són el Cau de les Dents, el Cau d'en Calvet, el Cau de l'Olivar d'en Margall, el Cau dels Ossos i el Tossal Gros, que constitueix l'únic exemple conegut de construcció megalítica al Montgrí.
Els primers assentaments de l'home a la plana situats al Puig Mascaró han ofert també restes de materials arqueològics del Neolític antic a l'entorn del 5000 aC. El poblat de la Fonollera és el testimoni del primer poblat conegut a l'aire lliure a l'Empordà.
La gran riquesa de jaciments de l'edat antiga s'atribueix a la situació geogràfica de la plana del baix Ter i el massís, que en aquell moment es trobava enmig dels dos grans focus de desenvolupament de Catalunya: Empúries al nord i Ullastret al sud. Es manifesten evidències d'època ibèrica en diversos punts tant de la plana com del massís, i les restes ceràmiques més antigues són dels segles VI-V aC, al Montgrí. També hi són manifestos els assentaments d'època romana. Destaca el Camp de la Gruta, una gran vila establerta entre el pla i la muntanya amb una ocupació ininterrompuda de gairebé mil anys. L'historiador Josep Pella i Forgas documenta i descriu a la seva Historia del Ampurdán la troballa d'un cementiri romà a les illes Medes.
L'art romànic és el més representatiu de l'edat mitjana als pobles de la plana i al voltant del massís, fet que s'explica amb la coincidència del naixement d'aquests pobles i el desenvolupament del romànic. L'església de Santa Maria d'Ullà acull una de les escultures romàniques més rellevants de la comarca, probablement del segle xi.
Els temples d'època gòtica no són tan nombrosos a la plana, tot i que el municipi de Torroella, que es va convertir durant els segles xiii i xiv en una de les poblacions empordaneses més destacades, és un exemple únic d'ordenació urbanística que segueix el model de l'antiguitat. L'església de Sant Genís és el principal monument gòtic del Baix Empordà, i també cal situar en aquest moment els orígens de l'ermita de Santa Caterina.
El Mediterrani ha estat des de sempre un mar molt transitat per vaixells dels diferents països que l'envolten. Sovint l'objectiu ha estat el comerç, però també l'enemistat entre els països ha portat les guerres i la pirateria, fet molt freqüent al llarg de l'edat moderna. Les illes Medes van caure en diverses ocasions en mans dels pirates,significaven un objectiu perfecte des d'on poder llançar els seus atacs contra el litoral. Les masies de la costa són les que pateixen amb més força aquests atacs que actualment són testimoniats amb les masies fortificades que s'alcen a tot el territori. D'aquesta època són també les fortificacions que avui s'albiren des de la costa propera: la Torre de Montgó i la Torre Moratxa. Situada a cavall dels segles xviii i xix, al Montgrí existeix una arquitectura tradicional, obra de grups de persones anònimes i vinculada a l'explotació agrícola i industrial del massís, constituïda per elements d'arquitectura de pedra en sec, com les barraques, feixes, marges, eixarts, pous, forns de calç, etc. El conjunt d'aquests elements significa avui un baluard de l'arquitectura mediterrània de primer ordre als Països Catalans.
L'edat contemporània deixa la seva petja a les illes Medes, on encara resta una fortalesa d'època napoleònica i que a finals del segle xix va ser un lloc habitat per militars arran del seu interès estratègic. El Massís del Montgrí va veure també, al Segle XX, com s'hi establien dues bateries d'artilleria costanera i la Base LORAN, actualment abandonades.

## Centre de documentació
El Centre de Documentació del Montgrí, Medes i Baix Ter té la missió d'aplegar i difondre el coneixement generat per la investigació, la preservació, la divulgació i la gestió del patrimoni natural i cultural del territori dels espais protegits Montgrí, Medes i baix Ter. El Centre de Documentació es troba en el Museu de la Mediterrània de Torroella de Montgrí des de l'any 2003.